# Anastasia Koval
Anastasia Sergeevna Koval (Kiev, 6 de novembro de 1992) é uma ginasta ucraniana que compete em provas de ginástica artística. 
Anastasia fez parte da equipe ucraniana que disputou os Jogos Olímpicos de Pequim, em 2008 na China.

## Carreira
Anastasia iniciou sua carreira na elite nacional em 2006, ainda como júnior. No Campeonato Europeu Júnior, conquistou o quarto lugar nas barras assimétricas, e o sétimo por equipes. No evento seguinte, o ISF World Gymnasiade, foi medalhista de ouro por equipes, quarta nas barras e sétima na trave. Em seu último grande evento na categoria júnior, na 5th Stella Zakharova Cup, foi medalhista de bronze nas barras, e prata no concurso geral.
Em 2007, Anastasia participou do European Youth Olympic Festival, foi oitava no salto, e décima segunda no individual geral. Em mais uma edição do Stella Zakharova Cup, foi prata nas barras assimétricas, e quarta por equipes. No  Japan International, terminou com o bronze nas paralelas. Participando do Campeonato Mundial de Stuttgart, Anastasia terminou com a nona colocação por equipes classificando-se assim a equipe para disputar os Jogos Olímpicos de 2008. No Campeonato Europeu de Clermont-Ferrand, terminou em quinto nas barras e por equipes, e sexta no all around. Na etapa de Copa do Mundo de Stuttgart 2008, a ginasta conquistou a medalha de prata nas barras assimétricas.
Em sua primeira aparição olímpica, nos Jogos Olímpicos de Pequim, Koval terminou em décimo primeiro por equipes, e classificando-se para a final das barras, terminou na quinta colocação, pontuando 16.375 pontos. Em 2009, no Campeonato Europeu de Milão, Anastasia foi sétima nas barras assimétricas, em prova vencida pela britânica Elizabeth Tweddle.

## Principais resultados
| Ano  | Evento                                    | AA  | Equipe           | Salto sobre o cavalo | Trave | Barras assimétricas | Solo |
| ---- | ----------------------------------------- | --- | ---------------- | -------------------- | ----- | ------------------- | ---- |
| 2007 | Campeonato Mundial de Ginástica Artística |     | 9º               |                      |       |                     |      |
| 2008 | Campeonato Europeu                        | 6º  | 5º               |                      |       | 5º                  |      |
| 2008 | Copa do Mundo - Stuttgart                 |     |                  |                      |       | Medalha de prata    |      |
| 2008 | Jogos Olímpicos                           | 85º | 11º              |                      |       | 5º                  |      |
| 2009 | Campeonato Europeu                        |     |                  |                      |       | 7º                  |      |
| 2011 | Universíada                               |     | Medalha de prata |                      |       |                     |      |